# Cirrhilabrus cenderawasih
Cirrhilabrus cenderawasih ist eine kleine Fischart aus der Familie der Lippfische, die in der Cenderawasih-Bucht im Nordwesten von Neuguinea vorkommt und nach dieser Bucht benannt wurde. Die Art ist nah mit Cirrhilabrus walindi verwandt, deren Verbreitungsgebiet sich östlich anschließt und bis zu den Salomon-Inseln reicht.

## Merkmale
Der kleine Lippfisch erreicht eine Gesamtlänge von 6,5 cm. Cirrhilabrus cenderawasih ist relativ langgestreckt, die Standardlänge liegt beim 2,9 bis 3,2-Fachen der Körperhöhe. Weibchen sind rötlich bis pinkfarben mit gelben Schuppenrändern. Die Bauchregion ist hell bläulich. Ein unregelmäßiger schwarzer Fleck, der die Größe der Pupille hat, befindet sich auf dem oberen Schwanzflossenstiel. Die Iris ist rot mit einem schmalen gelben Ring um die Pupille und einem goldfarbenen Außenring. An den Wangen und den Kiemendeckeln gibt es einige unregelmäßige lavendelfarbene Bezirke. Die Rückenflosse ist vorne pinkfarben und hinten transparent gelblich. Afterflosse, Brustflossen und Schwanzflosse sind transparent gelblich, die Bauchflossen sind weißlich. Männchen sind pinkfarben mit einem gelblichen Einschlag im hinteren Rückenbereich und  auf dem oberen Schwanzflossenstiel. Ein auffälliger, breiter, gelber Streifen oder rechteckiger Fleck befindet sich auf der Mitte der Körperseiten und erstreckt sich vom Hinterrand des Kiemendeckels bis unterhalb des Beginns des weichstrahligen Rückenflossenabschnitts. Unterhalb der Rückenflosse befinden sich vier oder fünf unregelmäßige schwarze Flecke. Auf der Schnauze befinden sich einige hellblaue Streifen und auf den Wangen und den Kiemendeckeln sind einige orangefarbene Punkte. Die Rücken- und Afterflosse sind an der Basis rosa, darüber bzw. darunter gelb, mit einem schmalen blauem Rand. Die Schwanzflosse ist bläulich, die Bauchflossen weißlich mit blauen Rändern.
Die Schnauze ist kurz und stumpf, das kleine Maul steht schräg. Die Maxillare reicht nach hinten bis zu einer gedachten senkrechten Linie unter der hinteren Nasenöffnung. Im vorderen Bereich des Oberkiefers liegen 3 Paare größerer Fangzähne, von denen die Zähne des dritten Paars gebogen und die längsten sind. Ein einzelnes Fangzahnpaar befindet sich im Unterkiefer. Kleine, konische Zähne liegen an den Seiten der Kiefer. Der hintere Rand des Präoperculums ist gesägt. Der Rumpf und der beschuppte Bereich des Kopfes sind mit Rundschuppen bedeckt. Die Schnauze, die Kopfunterseite und die Region zwischen den Augen sind unbeschuppt. Die Basen von Rücken- und Afterflosse sind von Reihen verlängerter Schuppen eingefasst. Die Seitenlinie ist unterbrochen.
Morphometrie:
- Flossenformel: Dorsale XI/9; Anale III/9; Pectorale 15.
- Schuppenformel: SL 14–16/6–9.
- Kiemenrechen: 14–17.

## Lebensweise
Cirrhilabrus cenderawasih lebt in kleinen Gruppen von 10 bis 20 Individuen in Tiefen von 22 bis 60 Metern über Geröllböden an der Basis von Korallenriffhängen. Unterhalb einer Tiefe von 35 Metern ist die Art häufiger als oberhalb. Die Gruppen bestehen aus einem bis 5 Männchen und mehreren Weibchen pro Männchen. Wie alle Cirrhilabrus-Arten ernährt sich Cirrhilabrus cenderawasih von Zooplankton.